# Noegus arator
Noegus arator là một loài nhện trong họ Salticidae.
Loài này thuộc chi Noegus. Noegus arator được Eugène Simon miêu tả năm 1900.